# Wagin
Wagin – miasto w Australii, w stanie Australia Zachodnia.